# 克里斯·澤爾卡
克里斯·澤爾卡（Chris Zylka，1985年5月9日—）是一位美國演員和模特。他的本名是Chris Settlemire，但使用母親的舊姓澤爾卡（Zylka）作為自己的藝名。2008年，他客串出演電視劇90210，開始了自己的演藝事業。他出演的首部電影則是姣妹日記。他還出演過電影蜘蛛人：驚奇再起。在2011年，他在最性感的電視演員排名中排在第90位。

## 外部連結
- Chris Zylka在互联网电影资料库（IMDb）上的資料（英文）
- 烂蕃茄上的克里斯·澤爾卡